# لاندغريفية هسن دارمشتات
لاندغريفية هسن دارمشتات (بالألمانية: Landgrafschaft Hessen-Darmstadt) دولة ضمن الإمبراطورية الرومانية المقدسة. شـُكلت في سنة 1567 بعد تقسيم لاندغريفية هسن بين أبناء فيليب الأول الأربعة وهو آخر لاندغريفات هسن.
كانت دارمشتات عاصمة هذه الدولة الجديدة، ومن هنا جاءت تسميتها. كنتيجة للحروب النابليونية، رُقـّيت اللاندغريفية إلى دوقية بعد تفكك الإمبراطورية الرومانية المقدسة سنة 1806.

## التاريخ
تأسست لاندغريفية هسن دارمشتات في سنة 1567، على جزء غيورغ أصغر إخوته الأربعة فيليب الأول، لاندغراف هسن.
انقرض خط هسن ماربورغ بحلول 1604 وأدى النزاع على خلافة هذه الأراضي إلى جانب مع الخلافات الطائفية بين هسن كاسل الكالفينية وهسن دارمشتات واللوثرية إلى منافسة مريرة على مدى عقود طويلة. لأن جامعة ماربورغ أصبحت كالفينية، أسست هسن دارمشتات جامعة غيسن بوصفها جامعة لوثرية في عام 1607. واستمر النراع في صراع حرب الثلاثين عاما الأوسع الذي انحازت هسن كاسل فيه إلى جانب القضية البروتستانتية ووقفت هسن دارمشتات إلى جانب الإمبراطور.
اكتسبت هسن دارمشتات قدراً كبيراً من الأراضي من عمليات علمنة إمارات كنسية وضم دول أصغر (مع احتفاظ حكامها باللقب وسلطة جزئية) بإذن من الخلاصة الرئيسية للوفد الإمبراطوري الاستثنائي (Reichsdeputationshauptschluss) سنة 1803. كان أبرزها اكتساب دوقية وستفاليا التي كانت مملوكة في السابق لأسقف كولونيا، فضلا عن أراضي من أسقف ماينتس وأسقف فورمس.
في 1806، إثر تفكك الإمبراطورية الرومانية المقدسة وخلع ابن عمه ناخب هسن كاسل، اتخذ اللاندغريف لقب دوق هسن الأكبر.